# John Lubbock, 1:e baron Avebury
John Lubbock, 1:e baron  Avebury, född 30 april 1834, död 28 maj 1913, var en engelsk bankir, naturvetare och arkeolog. Han var son till John William Lubbock och måg till Augustus Pitt-Rivers.

## Mannen
Lubbock växte upp som granne till Charles Darwin, vars hus gränsade till familjen Lubbocks gods i Kent. Vid 22 års ålder blev han delägare i sin fars bank, och senare såg han som parlamentsledamot till att lagen om bankfridagar (1871) och en lag om skydd för fornlämningar (1882) blev antagna. Hans naturvetenskapliga forskning gjorde honom till en framstående auktoritet på djurens beteende. Det var som tidig anhängare av Darwins utvecklingslära som han började studera förhistorisk arkeologi. Han var gift med general Augustus Pitt-Rivers' dotter.  

## Vetenskapen
Ämnet paleolitisk arkeologi fick sitt namn 1865 när den engelske bankmannen och naturvetaren Lubbock i sin bok Pre-historic Times delade in stenåldern i två perioder: den paleolitiska eller arkeolitiska (äldre stenåldern) och den neolitiska (yngre stenåldern). Han satte emellertid bara formella etiketter på en redan uppenbar skillnad mellan en ursprunglig period, när alla redskap var av slagen sten, och en senare när vissa stenredskap, som yxor och mejslar, hade blivit slipade och polerade. Lubbock införlivade ett darwinistiskt synsätt på den mänskliga naturen med den förhistoriska arkeologin. Mellan 1865 och 1913 kom boken ut i 7 upplagor i båden England och USA och användes länge som lärobok i arkeologi. Den var nästan den mest inflytelserika bok om arkeologi som publicerdes på 1800-talet. En andra bok, The Origins of Civilisation and the Primitive Condition of Man, kom också ut i flera upplagor. Den lade fram Lubbocks idéer på ett extremare sätt och med mindre hänsyn tagen till arkeologiska data.

### Det naturliga urvalet
Lubbock trodde fullt och fast på idén om unilinjär kulturell utveckling. Den parallell han drog mellan paleontologiska analogier och de som hade att göra med moderna "primitiva" folk och förhistoriska folk tycks inte så mycket ha varit en metodologisk innovation som ett försök att öka den vetenskapliga aktningsvärdheten i hans kulturella jämförelser. Han anmärkte emellertid att det inte fanns några verkliga bevis för att människorna hade uppfunnit speciella redskapstyper i någon särskild ordning. Miljömässiga faktorer hade skapat variationer både i "art" och i "grad" mellan olika människogrupper. Inget av dessa argument om det unilinjära synsättets begränsningar var nytt. Vad som var nytt var hans darwinistiska plädering att det naturliga urvalet inte bara hade gjort olika grupper kulturellt olika, utan också biologiskt olika i sin förmåga att använda kulturen. Lubbock betraktade de moderna européerna som ett resultat av intensiv kulturell och biologisk utveckling. Han höll före att tekniskt mindre avancerade folk inte bara kulturellt utan också intellektuellt och känslomässigt mer primitiva än civiliserade folk. Vidare gjorde han gällande att det naturliga urvalet hade gett skiftande utslag bland européerna, vilket hade fått till följd att de kriminellt benägna och lägre klasserna var biologiskt underlägsna de mer framgångsrika medel- och överklasserna. På det sättet tjänade en enda modell som förklaring på både den sociala ojämlikheten i det västerländska samhället och på de europeiska samhällenas påstådda överlägsenhet över andra människogrupper.

#### Rasism
Som andra evolutionister argumenterade Lubbock kraftigt mot idén att kulturell degeneration hade spelat en betydelsefull roll i mänsklighetens historia. Han poängterade konsekvent degenerationismen som en gammaldags och misskrediterad lära. Han sökte också vederlägga romantiska anhängare av Rousseau, som ifrågasatte att civilisationens framsteg hade lett till större lycka för människorna. För att förstärka det evolutionära perspektivet lade han ner stor möda på att framställa primitiva folk som ounvikligen små, eländiga och lastbara. Han skildrade moderna stamgrupper som människor oförmögna att bemästra naturen och med en tankeförmåga som liknade barns. Deras språk påstods sakna abstrakta ord, och det hävdades att de var ur stånd att förstå abstrakta begrepp. De sades också vara slavar under sina lidelser, oförmögna att behärska vrede eller följa en bestämd handlingslinje någon längre tid. Han förfäktade att deras känsla för moral var sämre än man i allmänhet trodde, och ansträngde sig att dokumentera hur olika grupper regelmässigt misshandlade barn, mördade åldriga föräldrar, åt människokött och anställde människooffer. För att demonstrera deras brist på självklara viktorianska värden betonade han också hur smutsiga de var. Han hävdade att kulturell utveckling ledde till befolkningsökning, medan primitiva folk som lämnades åt sitt öde förblev statiska eller minskade till antalet. Kulturell utveckling utvidgade också det mänskliga medvetandet och ledde till ökad välmåga och andliga framsteg. Han betraktade den kulturella utvecklingen som något som fortsatte så långt man kunde se i framtiden och kännetecknades av allt större mänsklig lycka och komfort. Men alla grupper skulle inte dela denna fröjd. De mest primitiva var dömda att försvinna när civilisationen ryckte fram, eftersom ingen utbildning i världen kunde uppväga alla de årtusenden under vilka det naturliga urvalet hade misslyckats med att anpassa dem biologiskt till ett mer invecklat och ordnat levnadssätt. Inte heller borde man egentligen beklaga att de trängdes undan av mer utvecklade folk, eftersom det innebar en allmän förbättring av människosläktet.
Lubbock invaldes 1901 som utländsk ledamot av Kungliga Vetenskapsakademien. Han tilldelades den första Prestwichmedaljen 1903.